# Новопокровский (Белокалитвинский район)
Новопокро́вский — хутор в Белокалитвинском районе Ростовской области.
Входит в состав Ильинского сельского поселения.

## География
На хуторе имеется одна улица: Новопокровская.

## Население
| 1989 | 2002 | 2010 |
| ---- | ---- | ---- |
| 45   | ↗46  | ↘39  |